# 극초신성

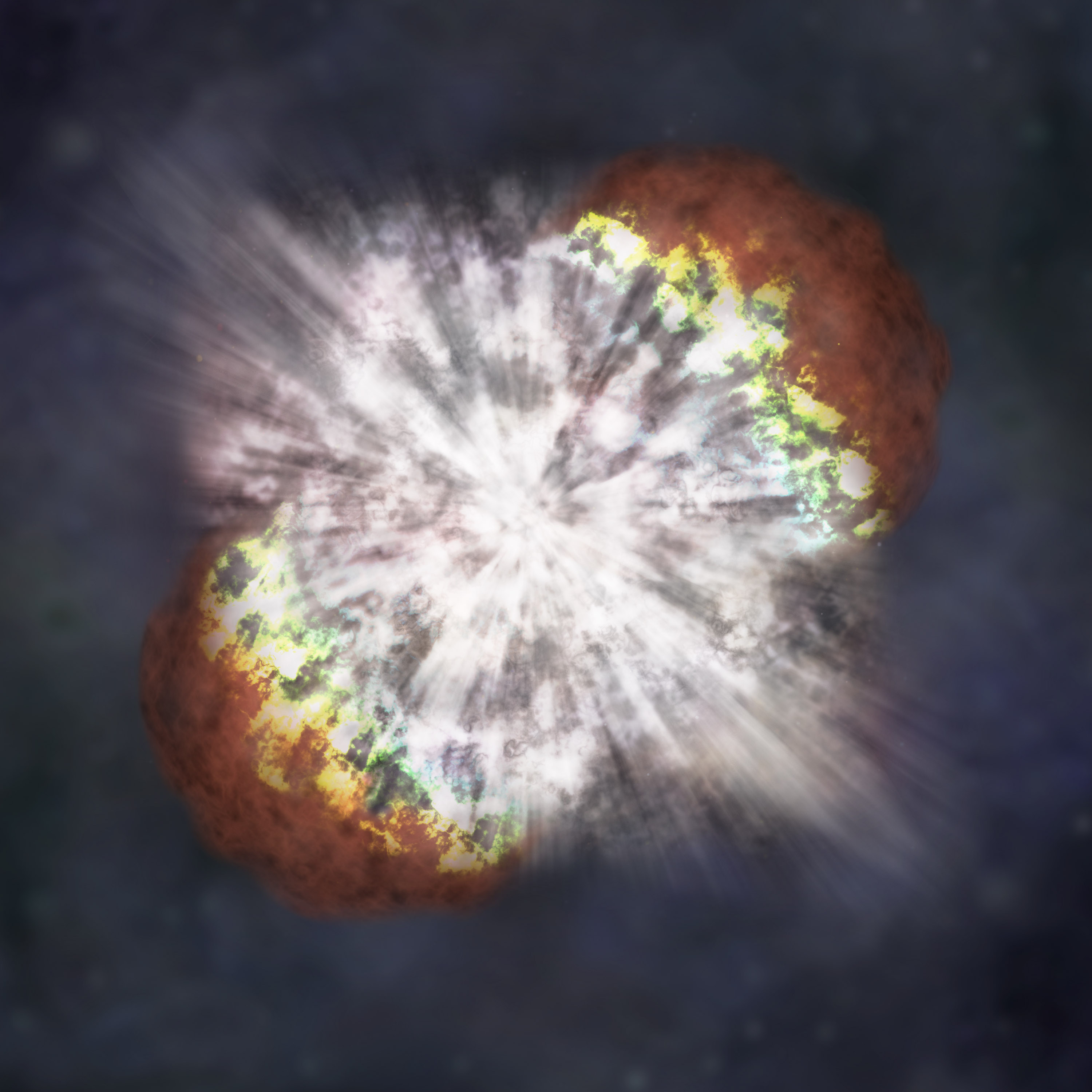
NASA의 예술가가 그린 SN 2006gy의 모습. SN 2006gy는 여태껏 관측된 극초신성 중 가장 밝은 것 중 하나이다.

극초신성(영어: hypernova, 복수형 : hypernovae)은 일반적인 초신성보다 훨씬 많은 에너지를 방출하는 별의 폭발로 우주에서 가장 격렬한 현상 중 하나이다. 극초신성을 일컫는 다른 용어로는 초발광 초신성(영어: superluminous supernova, SLSN)이 있다. 이러한 폭발은 장기간 감마선 폭발의 원형으로 여겨진다.
일반적인 초신성처럼 극초신성의 분류는 작게 더 세분화된다. 잘 모형화되어 최근에 관측된 것도 있고, 일부는 아직 관측된 극초신성에 대해 이론적으로 제안되는 것도 있으며, 일부는 완전히 이론적으로만 존재하기도 한다. 수많은 극초신성들이 Ib, Ic형 및 IIn형, 그리고 아마 IIb형의 초신성으로 관측되어 왔다.

## 용어에 관한 역사
1990년대 말 이전까지 "극초신성"이라는 용어는 항성종족 III형과 같이 극도로 무거운 별의 이론적인 폭발을 표현하는 데에 가끔씩 사용되었다. 또 초대질량 블랙홀의 병합과 같이 다른 극단적인 현상을 기술하는 데에 사용되기도 하여 왔다.
1998년, 감마선 폭발과 어린 별 사이의 관계에 관한 한 논문에서 그러한 감마선 폭발로 인한 가시적 잔광에 대해 "극초신성"이라는 용어에 관한 사용을 공식적으로 제안하였다.
거의 동시에 매우 밝은 초신성이 다양하게 발견되고 조사되었다. 이러한 사건은 극초신성으로 표현되었으며 다른 초신성보다 5배~50배 미만부터 최대 밝기일 때 표준 Ia형 초신성보다 20배까지 밝은 것까지 다양했다. 이런 정의는 비록 이들 전부가 감마선 폭발과 상관있는 것이 아니긴 하여도 "극초신성"이라는 용어에 대한 기준이 되었다. 극초신성이라는 용어는 S.E. 우슬리가 창안하였다.
이러한 밝은 유형의 초신성에 관한 조사는 이들 중 일부가 극도로 무거우면서 낮은 중원소 함량을 지닌 별의 쌍불안정성 기작에 의한 것임을 암시한다. 발견 이전 수십년 동안 추측되었던 수준의 에너지는 아니었긴 해도 말이다.

## 감마선 폭발
감마선 폭발은 우주에서 관측되는 가장 격렬한 사건 중 일부이다. 그러나 이들의 기원에 관해서는 대략 2000년까지 전적으로 추측만 이루어졌다. 감마선 폭발이 초신성과는 매우 다른 현상에 의해 설명될 수 있기도 하며, 모든 초신성이 감마선 폭발과 상관 있는 것은 아니지만 지금은 적어도 초신성 폭발이 일부 감마선 폭발의 원인인 것으로 알려져 있다.
근방에서 발생하는 감마선 폭발은 지상의 생태계를 파괴할 수 있다. 그러나 그럴 위험이 있는 후보 천체는 가까이 있지 않다. 일부 천체물리학자들은 감마선 폭발이 4억 4천만 년 전에 일어난 오르도비스기-실루리아기의 대멸종의 원인으로 주장하고 있지만, 이 가설을 뒷받침하는 증거는 없다.

## 극초신성의 원인
극초신성처럼 표준 초신성보다 열 배에서 그보다 훨씬 더 강렬한 사건을 설명하는 모형으로 매우 많은 것들이 발표되어 왔다. 붕괴성 모형과 별 주위 물질(CSM) 모형이 극초신성에 관해 폭넓게 받아들여지고 있으며 그에 상응하는 수많은 현상들이 잘 관측되었다. 다른 모형들은 아직까지 일부 관측에 대해 후보로 거론되기만 하거나 완전히 이론적이다.

### 붕괴성 모형

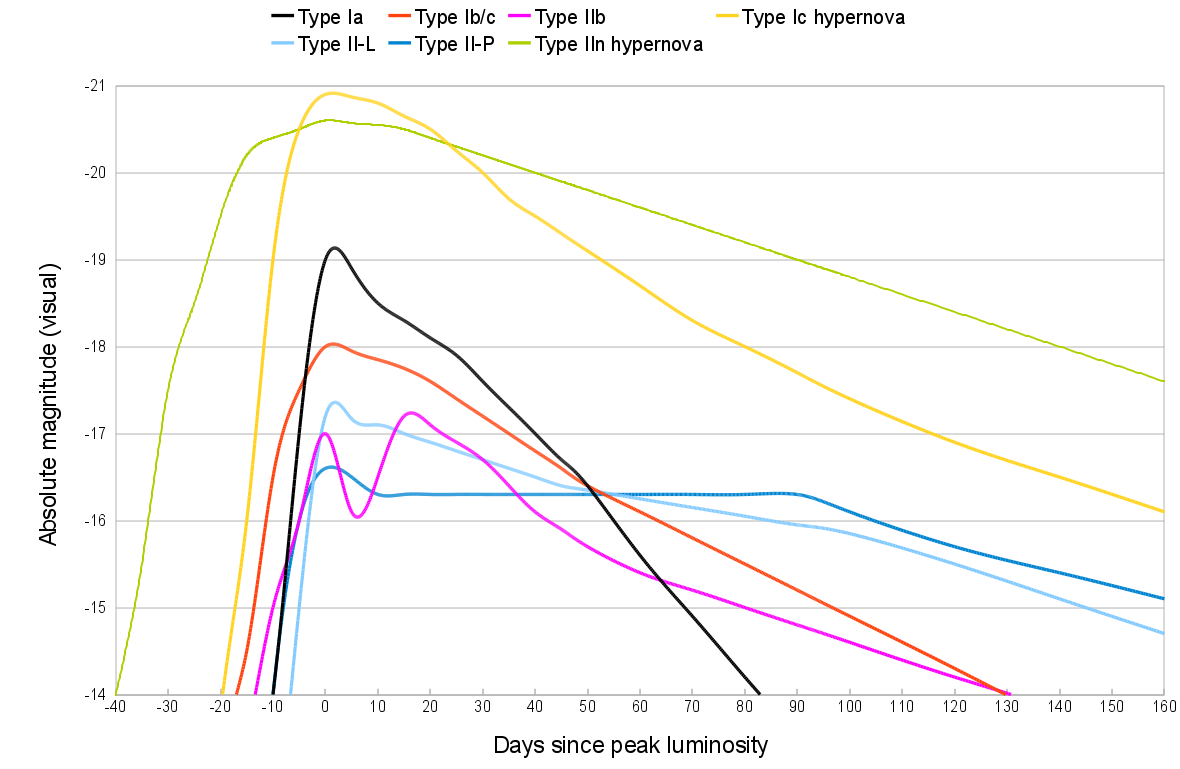
일반적인 초신성들과 비교한 광도 곡선

붕괴성 모형은 중력에 의해 붕괴된 천체, 또는 블랙홀을 형성하는 극초신성의 한 유형이다. 붕괴성(collapsar)이라는 단어는 붕괴된 별(collapsed star)의 축약형으로, 주로 별의 중력 붕괴에 의한 산물인 항성질량 블랙홀을 일컫는 데 사용된다. 지금 이 단어는 가끔씩, 빠르게 회전하는 별의 붕괴에 대한 특수한 모형을 표현하는 데 사용된다. 별에서 최소한 태양보다 50배 이상 무거운(질량 외에 화학조성과 회전속도 또한 중요한 요인이다) 중심핵이 붕괴되기 시작할 때 발생하는 폭발 에너지는 별의 외피층을 날려버리기에 충분하지 못하기 때문에 별은 초신성 폭발 과정 없이 블랙홀로 붕괴하게 된다.
이러한 수준보다 약간 낮은(5~15 M☉ 범위의) 중심핵 질량을 가진 별은 초신성 폭발을 겪는데, 방출된 질량이 상당히 많기 때문에 이들이 중심핵 잔해로 다시 낙하하면서 잔해는 블랙홀로 붕괴하게 된다. 그러한 원형 별들이 느리게 회전하고 있었다면 희미한 초신성을 만들어낼 것이지만, 충분히 빠르게 회전하는 별의 경우에는 블랙홀로 되떨어지는 것들이 상대론적 제트를 형성하게 된다. 그런 제트의 에너지는 방출된 껍질로 전이되어 일반적인 초신성보다 훨씬 밝은 폭발의 형태로 만든다. 또한 제트는 외부로 직접 고에너지 입자와 감마선을 방출하여 엑스선 또는 감마선 폭발을 일으킨다. 제트는 수 초 또는 그보다 길게 지속되며 장기간 감마선 폭발과 연관되어 있는데, 이것을 통해서 단기간 감마선 폭발을 설명할 수는 없다.
5~15 M☉의 중심핵을 가진 별의 총 질량은 질량손실을 겪지 않는다는 가정 하에서 대략 25~90 M☉이다. 이러한 별들은 여전히 수소 외피층을 가지고 있으며 II형 초신성으로 폭발하게 될 것이다. 희미한 II형 초신성이 관측되어 오기도 하였지만, 제트를 방출하는 초신성으로 추측되지 않는 IIn형 초신성을 제외하고는 이것이 II형 초신성에 대한 확실한 후보는 아니다. 매우 낮은 중원소 함량을 지닌 항성종족 III형의 별들만이 일생의 마지막 단계(후주계열)에서 낮은 질량 손실을 겪을 것이다. 여태까지 볼 수 있었던 것들의 대부분을 포함해서 다른 별들은 높은 광도로 인해 외피층의 대부분을 외부로 날려보내 울프-레이에 별이 되어 Ib형 초신성 또는 Ic형 초신성으로 폭발하게 된다. 관측된 대부분의 극초신성은 Ic형이며 또 감마선 폭발과 연관된 것들은 거의 전부 Ic형 초신성이다. 때문에 이들은 잔해 물질의 블랙홀로 되떨어짐으로 인해 형성되는 상대론적 제트를 가진 초신성에 대해 매우 적합한 후보들이다. 모든 Ic형 극초신성이 관측된 감마선 폭발과 상관있는 것은 아니다. 감마선 폭발은 제트가 관찰자를 조준하고 있을 때만 그렇게 보이게 된다.
붕괴성 극초신성의 좋은 예로는 SN 1998bw이 있다. 이 초신성은 감마선 폭발 GRB 980425과 상관 있으며, 상대론적 물질의 존재를 암시하는 라디오파 스펙트럼에서의 뚜렷한 분광학적 특성으로 인해 Ic형 초신성으로 분류되었다.

### CSM 모형
관측된 극초신성의 거의 대부분은 Ic형 또는 IIn형 초신성과 유사한 스펙트럼을 가지고 있다. Ic형 극초신성은 블랙홀로의 강하로 인한 제트에 의한 것으로 추측되지만, IIn형 극초신성은 그와 상당히 다른 광도 곡선을 지니며, 감마선 폭발과 상관이 없다. IIn형 초신성은 모두 원형 별 자체에서 방출되었을 밀한 성운 속에 존재하는데, 이 별 주위 물질(CSM)이 평범한 초신성을 능가하는 광도의 원인으로 추정된다. 평범한 초신성을 통해 방출된 잔해물이 별의 근처에 있는 밀한 성운 또는 다른 잔해물이나 먼지와 충돌하면 그로 인한 충격파가 운동에너지를 가시광선으로 효율적으로 변환시킨다. 따라서 관찰자는 처음의 폭발 에너지는 평범한 초신성의 에너지와 동일하지만 오랜 기간 동안 극도로 밝은 초신성을 볼 수 있게 된다.
어느 유형의 초신성이든 CSM 주변의 적합한 환경만 주어진다면 잠정적으로 IIn형 극초신성을 일으킬 수 있다. CSM의 크기와 밀도와 같은 제약은 CSM이 거의 항상 초신성 폭발보다 앞서 별에 의해 만들어진 것임을 의미한다. 그러한 별들은 에딩턴 불안정성으로 인해 상당한 질량 손실을 겪고 있는 극대거성과 LBV일 것이다. 예를 들면 SN 2005gl이 있다.

### 쌍불안정성 초신성
극초신성의 또다른 유형으로는 SN 2006gy와 같은 쌍불안정성 초신성이 있다. 이 초신성은 지구에서 약 2억 3,800만 광년[약 73 메가파섹) 떨어져 있는 은하에서 발생한 것이다.
쌍불안정성 붕괴에 대한 이론적인 기초는 발견되기 전 수십 년 동안 알려져 있었으며 극도로 무거운 항성종족 III형의 별들의 폭발로서 초기 우주의 고질량 원소의 주요 원인으로 주장되었다. 쌍불안정성 초신성에서, 쌍생성 효과는 별의 중심핵의 압력을 갑작스럽게 낮추어 부분적인 빠른 붕괴를 야기한다. 붕괴로 인한 중력 위치 에너지로 중심핵의 폭주 융합이 일어나면서 어떠한 중심핵의 잔해도 없이 별 전체를 파괴한다.
그에 관한 모형들은 이 현상이 극도로 낮은 중원소 함량을 가지는 태양보다 약 140~260배 무거운 별에서만 발생할 수 있음을 보여주며, 근방의 우주에서 이들이 극도로 희귀할 것임을 시사한다. 원래 이러한 유형의 극초신성 폭발은 평범한 초신성보다 수백 배 더 강렬할 것으로 추정되었지만, 현재 모형은 훨씬 더 오랜 시간 동안 밝은 것도 있지만 이들이 실제로 일반적인 핵붕괴 초신성과 거의 동일하게 밝거나 아마도 50배까지 더 밝을 것으로 추정하고 있다.

### 마그네타의 에너지 방출
마그네타의 형성 및 이후의 회전속도 감소(spin down)에 관한 모형은 그 초신성을 일반적인 초신성보다 훨씬 더 밝게 만들 수 있으며 최소한 일부 극초신성의 관측된 특징과 일치함을 보여준다. 쌍불안정성 초신성이 관측된 극초신성을 설명하는 데 잘 들어맞지 않는 경우에, 이러한 마그네타를 통한 설명이 훨씬 타당성 있어 보인다.

### 다른 모형
극초신성 폭발을 설명하는 모형으로 특이한 방식으로 공전하거나 서로 병합하는 백색왜성 또는 중성자별으로 이루어진 쌍성계 모형이 있다. 이들 중 일부는 일부 관측된 감마선 폭발과 잘 들어 맞는다고 한다.

## 공상과학 속 수축성들
1. Larry Niven은 "Singularities Make Me Nervous"라는 단편소설에서 시간효과를 나타내기 위해 무거운 ‘수축성’을 사용하였다.
2. Jerry Pournelle는 "He Fell Into a Dark Hole"이라는 단편소설에서 우주선이 중력효과로 인해 고차원의 세계에 빠져들게 하는 수단으로서 ‘수축성’을 사용하였다.
3. Joe Haldeman은 그의 소설 "The Forever War"이라는 소설에서 별들 사이를 여행하는 수단으로서 ‘수축성’을 사용하였다.

## 그 밖에 볼 것들
- 감마선 폭발 원형
- 쿼크별